# Mireia Lalaguna
Mireia Lalaguna Royo (Sant Feliu de Llobregat, 21 novembre 1992) è una modella e attrice spagnola.
È stata incoronata Miss Mondo Spagna 2015 e nel dicembre dello stesso anno ha vinto il titolo di Miss Mondo 2015 a Sanya. È la prima Miss Mondo proveniente dalla Spagna.